# Ludwig Windischgrätz
Ludwig Joseph Prinz zu Windisch-Graetz (ur. 13 maja 1830 w Wiedniu, zm. 14 marca 1904 w Kladrubach) – oficer Armii Austro-Węgier w stopniu generała kawalerii (General der Cavallerie), dowódca 1. Korpusu w Krakowie i 11. Korpusu we Lwowie oraz Generalny Inspektor Sił Zbrojnych.

## Życiorys
Pochodził z arystokratycznej rodzinie Windischgrätz (Windisch-Graetz), jego ojcem był marszałk polny Armii Cesarstwa Austriackiego Alfred Windischgrätz. Rozpoczął służbę w cesarskiej marynarce wojennej w 1847 roku, ale po niespełna roku przeniósł się do wojsk lądowych, gdzie trafił do 49. Pułku Piechoty. W trakcie wiosny ludów uczestniczył w starciach we Włoszech, będąc pod rozkazami gen. Lavala Nugenta. Walczył między innymi pod Custozą i pod Santa Lucia. Za swoje zasługi podczas bitew marszałek Joseph Radetzky wręczył mu list gratulacyjny oraz awansował na stopień porucznika (niem. Leutnant). Następnie został przeniesiony do 7. Pułku Piechoty, z którym brał udział w tłumieniu powstania węgierskiego. W 1849 roku, po awansie na kapitana (niem. Hauptmann) przeniósł się z piechoty do kawalerii i rozpoczął służbę w 4. Pułku Ułanów. Rok później otrzymał przydział do 10. Pułku Ułanów, w którym służył przez kolejne 8 lat. W 1958 roku, w stopniu podpułkownika (niem. Oberstleutnant) trafił do 7. Pułku Ułanów. Jego jednostka nie uczestniczyła wojnie francusko-austriackiej, gdyż miała tłumić ewentualne rozruchy jakich spodziewano się po wprowadzeniu mobilizacji. W 1865 roku objął stanowisko zastępcy dowódcy 2. Pułku Dragonów, a rok później, po awansie na pułkownika (niem. Oberst) objął nad nim dowództwo. Na jego czele uczestniczył w bitwie pod Sadową. Po zakończeniu wojny prusko-austriackiej został komendantem 13. Pułku Dargonów i pozostawał nim do 1871 roku, kiedy objął zwierzchnictwo nad 2. Brygadą Piechoty. Następnie, po awansie na generała majora (niem.Generalmajor) dowodził kolejno 1. Brygadą Piechoty i 54. Brygadą Piechoty. W 1876 roku, po otrzymaniu stopnia marszałka polnego porucznika (niem. Feldmarschalleutnant) i powierzono mu dowództwo nad 27. Dywizją Piechoty w Krakowie. W 1882 roku otrzymał stanowisko komendanta wojskowego miasta Kraków, a rok później objął dowództwo nad stacjonującym w nim 1. Korpusem. W 1888 roku awansował na generała kawalerii i otrzymał pod swoje rozkazy 11. Korpus, mający swoją siedzibę we Lwowie. W 1895 roku został mianowany jednym z trzech Generalnych Inspektorów Sił Zbrojnych (niem. General-Truppen-Inspektoren), którym pozostawał do swojej śmierci w 1904 roku, również do swojej śmierci pozostawał szefem 90. Pułku Piechoty. 

## Odznaczenia
Odznaczenia księcia zu Windischgrätz to między innymi:
- Order Złotego Runa
- Krzyż Wielki Orderu Leopolda
- Kawaler Orderu Korony Żelaznej I klasy
- Kawaler Orderu Leopolda z dekoracją wojenną
- Kawaler Orderu Korony Żelaznej III klasy z dekoracją wojenną
- Krzyż Zasługi Wojskowej w brylantach z dekoracją wojenną
- Medal Zasługi Wojskowej na wstędze krzyża wojskowego
- Medal Zasługi Wojskowej na czerwonej wstędze
- Medal Wojenny
- Medal Jubileuszowy Pamiątkowy dla Sił Zbrojnych i Żandarmerii
- Odznaka za Służbę Wojskową II klasy
- Kawaler Wielkiego Krzyża Honoru i Dewocji (Zakon Maltański)
- Order Świętego Aleksandra Newskiego (Imperium Rosyjskie)
- Cesarski i Królewski Order Orła Białego (Imperium Rosyjskie)
- Cesarski i Królewski Order Świętego Stanisława I klasy (Imperium Rosyjskie)
- Order Świętego Włodzimierza IV klasy z mieczami(Imperium Rosyjskie)
- Order Orła Czarnego (Prusy)
- Wielka Wstęga Orderu Leopolda (Belgia)
- Komandor Krzyża Wielkiego Orderu Miecza (Szwecja)
- Krzyż Wielki Orderu Sokoła Białego (Saksonia)
- Kawaler Krzyża Wielkiego Orderu Korony (Syjam)
- Krzyż Wielki Orderu Daniły I (Czarnogóra)